# Comunitat de comunes de la regió de Plouay
La Comunitat de municipis de la regió de Plouay (en bretó Kumuniezh kumunioù bro Ploue, ag ar Skorf d'ar Blavezh) és una estructura intercomunal francesa, situada al departament d'Ar Mor-Bihan a la regió Bretanya, al País de Lorient. Té una extensió de 261,36 kilòmetres quadrats i una població de 12.734 habitants (2009).

## Composició
Agrupa 6 comunes :
1. Plouay
2. Bubry
3. Calan
4. Inguiniel
5. Lanvaudan
6. Quistinic

## Història
La comunitat de comunes fou creada el 20 de desembre de 1996 i ha estat una de les tres signatparies de la "carta de desenvolupament del País de Lorient" ·  juntament amb l'Aglomeració Lorient i la comunitat de comunes de Blavet Bellevue Océan.